# ファインダーラブ
『ファインダーラブ』（Finder Love）は、2006年6月29日にカプコンより発売されたゲームソフトの総称である。

## 作品解説
ファインダーラブはシリーズの総称であり、実際に発売されているソフトにはそれぞれサブタイトルが設けられており、以下に挙げる3つがゲームタイトルとなる。
- ファインダーラブ ほしのあき 南国トラブル ランデブー
- ファインダーラブ 原史奈 ふたりの ふたりで･･･。
- ファインダーラブ 工藤里紗 ファーストショットは君と。

これらは1つのゲームソフトにまとめて入っているわけではなく、それぞれ単独のものとして同時発売された。通常版・限定版ごとにそれぞれ同価格となっている。ゲームソフトと同日に発売されたガイドブック（写真集）や約3ヵ月後に発売されたDVD（イメージビデオ）についてもそれぞれ同様である。
どのソフトもプレイヤーはグラビアアイドル（それぞれのソフトにつき1人が対象）のカメラマンとなり、撮影や会話などを進めていく。その成功率や選択肢によりストーリーが分岐し、エンディングもマルチとなっている。

## 登場キャラクター
- ほしのあき
- 原史奈
- 工藤里紗

## 関連商品

### 写真集
- ファインダーラブ ほしのあき ガイドブック（2006年6月29日、カプコン） ISBN 4-8623-3051-7
- ファインダーラブ 原史奈 ガイドブック（2006年6月29日、カプコン） ISBN 4-8623-3050-9
- ファインダーラブ 工藤里紗 ガイドブック（2006年6月29日、カプコン） ISBN 4-8623-3052-5

### イメージビデオ
- FINDER LOVE GUIDE DVD ほしのあき（2006年9月27日、カプコン）
- FINDER LOVE GUIDE DVD 原史奈（2006年9月27日、カプコン）
- FINDER LOVE GUIDE DVD 工藤里紗（2006年9月27日、カプコン）